# Идзу (полуостров)
Идзу (яп. 伊豆半島 идзу-ханто:) — полуостров в Японии.

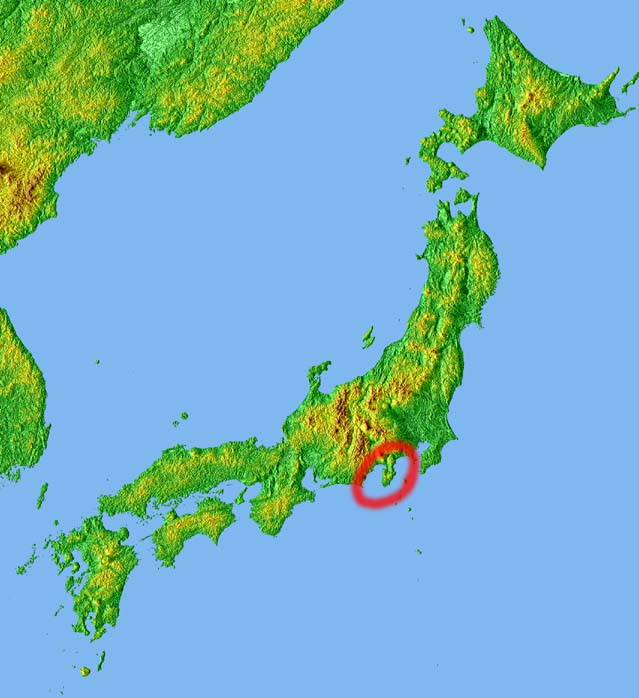

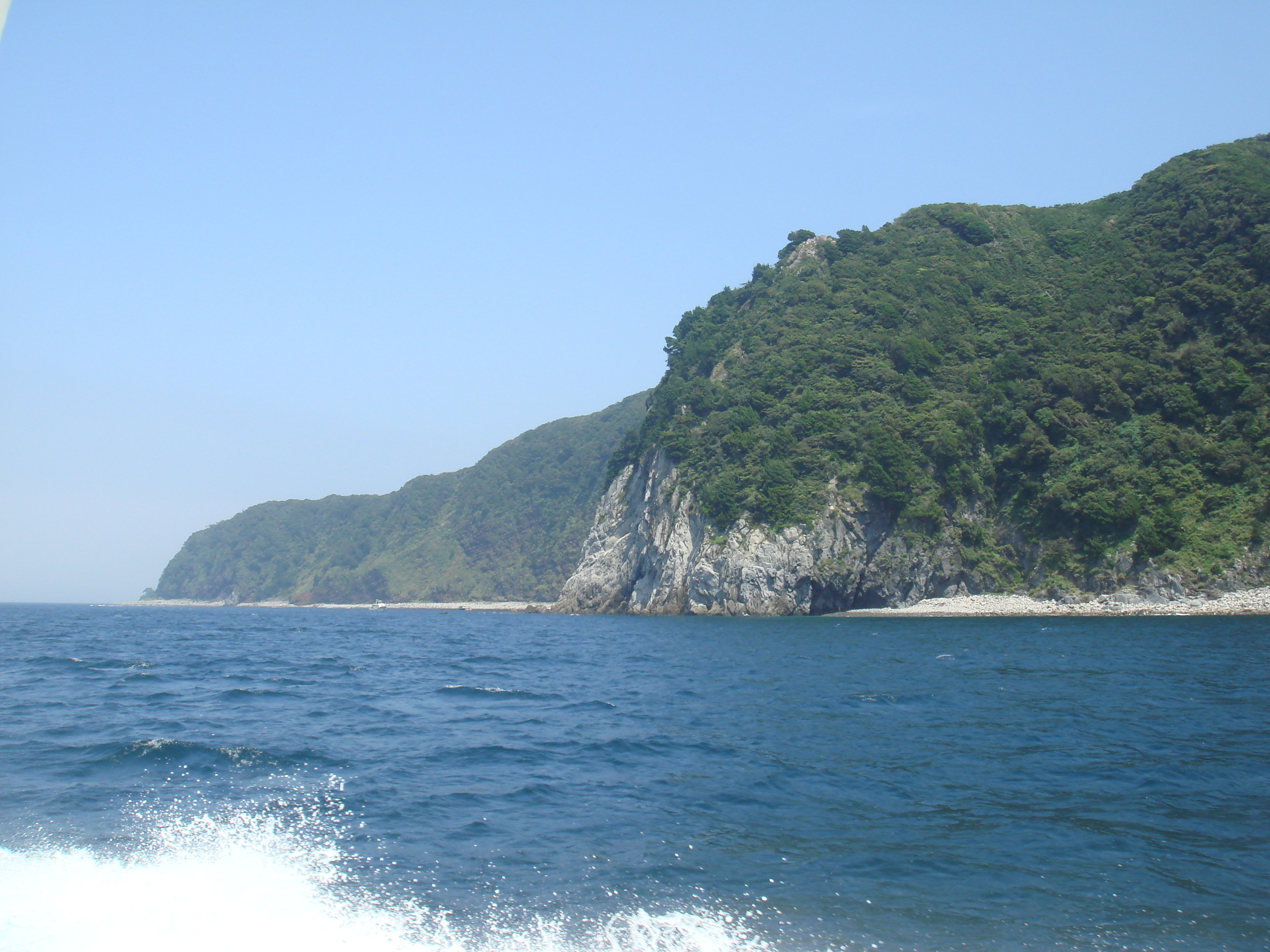
На западном побережье Идзу

Полуостров Идзу находится на тихоокеанском побережье острова Хонсю, на востоке префектуры Сидзуока. С запада его омывает залив Суруга, с востока — плёс Сагами-нада. Ширина полуострова достигает 35 км, длина — около 50 км. Площадь полуострова составляет 1500 км².
Полуостров является частью национального парка Фудзи-Хаконэ-Идзу. Ранее входил в состав провинции Идзу. Расстояние по автомобильному шоссе от Токио до Нумадзу на западной части полуострова составляет 103 километра.
Полуостров Идзу считается излюбленным местом отдыха токийцев, в первую очередь благодаря имеющимся здесь термальным источникам (онсэн). Здесь также находятся базы спортсменов-ныряльщиков — в Яватано (яп. 八幡野), Идзу Кайё Коэн (яп. 伊豆海洋公園) и в Осэдзаки (яп. 大瀬崎). Полуостров является крупнейшим в Японии производителем хрена васаби. Местная кухня предлагает многочисленные блюда со вкусом васаби.